# Лопушка Мала
Лопушка Мала (пол. Łopuszka Mała) — село на Закерзонні в Польщі, у гміні Каньчуга Переворського повіту Підкарпатського воєводства, на правому березі річки Млєчки. Населення — 537 осіб (2011).

## Історія
Село Лопушка Мала продане в 1448 р. Пілецьким. В 1515 р. село входило до каньчузького ключа Перемишльської землі Руського воєводства.
У 1831 р. в селах Лопушка Мала і Лопушка Велика було 28 греко-католиків, які належали до парафії Кречовичі Каньчуцького деканату Перемишльської єпархії. На той час унаслідок півтисячоліття латинізації та полонізації українці лівобережного Надсяння опинилися в меншості. В шематизмі 1836 р. вказана окремо кількість греко-католиків у Лопушці Малій — 25 (у Лопушці Великій — 4).
Відповідно до «Географічного словника Королівства Польського» в 1884 р. Лопушка Мала знаходилась у Ланцутському повіті Королівства Галичини і Володимирії, з жителів чомусь згадується тільки 341 римо-католик. За даними Шематизму того року в селах Лопушка Мала і Лопушка Велика було 62 греко-католики.
У 1904 р. відкрито вузькоколійну залізницю Переворськ — Динів зі станцією Лопушка Мала.
На 1913 р. в селах Лопушка Мала і Лопушка Велика було 68 греко-католиків, які належали до парафії Каньчуга, надалі в Шематизмах подається тільки загальна кількість греко-католиків для всієї парафії.
На 01.01.1939 році в селі проживало 540 мешканців, з них 50 українців-грекокатоликів, 460 поляків і 30 євреїв. Адміністративно село входило до ґміни Каньчуга Переворського повіту Львівського воєводства. Грекокатолики належали до парафії Каньчуга Лежайського деканату Перемишльської єпархії. Українці села не могли протистояти антиукраїнському терору під час і після Другої світової війни.
У 1975-1998 роках село належало до Перемишльського воєводства.

## Демографія
Демографічна структура станом на 31 березня 2011 року:
|          | Загалом | Допрацездатний вік | Працездатний вік | Постпрацездатний вік |
| -------- | ------- | ------------------ | ---------------- | -------------------- |
| Чоловіки | 260     | 73                 | 164              | 23                   |
| Жінки    | 277     | 72                 | 150              | 55                   |
| Разом    | 537     | 145                | 314              | 78                   |

## Зовнішні посилання
- Łopuszka Mała i Wielka // Słownik geograficzny Królestwa Polskiego. — Warszawa : Druk «Wieku», 1884. — Т. V. — S. 727. (пол.)
- Кадастральна карта 1851 [Архівовано 8 грудня 2018 у Wayback Machine.]

| Підкарпатське воєводство | Це незавершена стаття про Підкарпатське воєводство. Ви можете допомогти проєкту, виправивши або дописавши її. |